# Logos (philosophie)
Pour les articles homonymes, voir Logos et Logos (homonymie).
Le mot « logos » dérive du grec λόγος. Il désigne en première approximation, depuis Platon et Aristote, la « parole », le « discours écrit » (textuel ou parlé) et, par extension, la « rationalité » (l’intelligence) puis la logique. S'agissant de la logique, conçue comme discipline de la pensée, certains attribuent sa première occurrence à Xénocrate. Ce mot apparaît aussi dans les fragments d’un penseur présocratique, Héraclite d'Éphèse. Plus tard, ce mot a eu une éclatante carrière philosophique, théologique et linguistique, comme logique, ratio, verbum, loi du monde et enfin comme nécessité de pensée, sens et rationalité. La transposition de ce terme grec au latin ratio, écrit Guillaume Badoual, « a façonné le destin de l'Occident à la mesure que s'étend l'appel tous azimuts à la rationalité technique et économique ».
Le terme de « logos » est traduit traditionnellement par le concept de « logique », qui a le sens de « méthode visant à s'assurer d'une pensée juste », attribut que Heidegger tente de justifier en interrogeant son origine. Cependant, la « logique », l'ancienne épistémé logiké (ἐπιστήμη λογική), a un sens tout différent du nôtre dans la pensée des anciens Grecs. 
Le Logos a fait l'objet de nombreuses interprétations : ratio, loi du monde, lois de ce qui est logique et auxquelles on ne peut contrevenir, sens ou raison, et même Verbe de Dieu. Philosophiquement le Logos exprimerait la cohérence sous-jacente des choses du monde, c'est la position de Kostas Axelos cité par Jean-Patrice Ake  : « Le logos est ce qui lie les phénomènes entre eux, en tant que phénomène d'un univers UN et ce qui lie le discours au phénomène ; le logos est un lien. Il est l'âme et l'esprit de la dialectique héraclitéenne qui fait corps avec le monde. Sa puissance est celle de l'universalité et sa lumière éclaire les ténèbres. » Le mot grec signifie ici, le discours d’Héraclite et le "sens" de l'Univers. Plus loin Axelos continue : « Le logos est chez Héraclite ce qui constitue, éclaire et exprime l'ordre et le cours du monde. Il ne peut être saisi que si nous entrons en dialogue avec lui. Il fonde le discours et le dialogue, et anime la dialectique ».

## Chez Heidegger et Husserl
Chez Martin Heidegger comme chez Edmund Husserl, le « Logos » est d’abord « discours », et en tant que discours, il est plus précisément un « faire voir », δηλοῦν. Martin Heidegger, qui est celui des philosophes contemporains qui s'est le plus intéressé à ce concept antique, rassemble d'emblée pour les mettre en relation les trois notions qui dominent, dans les textes, la pensée des philosophes grecs, à savoir le logos (λόγος), la phusis (φύσις) et la vérité (ἀλήθεια, alètheia). La thématique du Logos est présente dès le paragraphe 7 d’Être et Temps, où elle apparaît, à l'occasion d'une définition de la phénoménologie, par le biais d'une interrogation sur la signification du suffixe « -logie ». Guillaume Badoual note incidemment que dans toutes les disciplines faisant appel à ce même suffixe, « il semble que toute connaissance apparaisse comme une logique ».
Comme le note Éliane Escoubas : « tous ces thèmes primordiaux ( relevés par Heidegger) sans absolument se confondre, s’ouvrent les uns sur les autres et en arrivent presque à s’identifier entre eux ». Ces trois notions, dont il s’agirait de reconquérir un sens originaire perdu, appartiennent au groupe dit des « paroles fondamentales », également distinguées par Marlène Zarader, spécialiste du philosophe dans son livre : Heidegger et les paroles de l'origine,.